# No Devotion
No Devotion ist eine 2014 gegründete britische Alternative-Rock-Band aus Wales.

## Geschichte
Nachdem Lostprophets-Sänger Ian Watkins im Jahr 2013 unter anderem wegen Besitzes von Kinder- und Tierpornos, sowie wegen sexueller Gewalthandlungen an Kindern in mehreren Fällen zu 35 Jahren Haft verurteilt wurde, blieb es lange offen, wie es mit der Band weitergehen würde. Die übrigen Musiker entschlossen sich, Lostprophets aufzulösen und gründeten Mitte des Jahres die neue Band namens No Devotion. Für E-Bassist Stuart Richardson war die Zukunft unmittelbar nach der Verhaftung von Watkins unklar:

„Wir wussten nicht, ob wir jemals wieder Musik machen würden, ob die Leute uns überhaupt ins Gesicht sehen könnten. Es fühlte sich an, als wäre alles endgültig vorbei. Wir wussten aber nicht, was wir sonst tun sollten. Wir schrieben weiterhin Musik. Ich wusste nicht, ob die Leute sie jemals hören wollen würden, oder ob sie überhaupt jemand zu Ohren bekommen würde. Ich musste aber meinen Kopf irgendwie beschäftigen. Wir brauchten das einfach.“

Als Sänger konnten die Musiker den ehemaligen Thursday-Sänger Geoff Rickly gewinnen. Rickly sagte, dass er zunächst unsicher gewesen sei, allerdings war er von den ersten Demos derart begeistert, dass er schließlich ein Engagement bei No Devotion zusagte. Die Band wurde prompt mit einem Plattenvertrag bei Collect Records ausgestattet.
Am 12. Juli 2014 erschien die erste Single der neugegründeten Band. Diese heißt Stay und wurde als 12"-Vinyl-Single veröffentlicht. In Belarus konnte die Single die Spitzenposition der iTunes-Charts erreichen. Mit Eyeshadow wurde noch im Juli eine weitere Single auf dem Markt gebracht. Die ersten Konzerte fanden zwischen dem 22. und 26. Juli 2014 in Cardiff, Manchester, London und Glasgow statt.
Im September 2014 startete die erste Konzerttournee durch die Vereinigten Staaten und Kanada, welche bis zum 28. Oktober 2014 andauert. Manche Konzerte bestreitet die Gruppe als Vorband für Neon Trees, auf den anderen Konzerten der Tour hingegen praktiziert die Band als Headliner. Zudem wurde für den 27. Oktober 2014 die Veröffentlichung der Single 10.000 Summers als Vinyl-Single über Collect Records angekündigt.
Am 25. September 2015 wurde mit Permanence das Debütalbum über Collect Records veröffentlicht. Am Tag der Albumveröffentlichung sollte die Gruppe im Rahmen des Reeperbahn Festivals ein Konzert in Hamburg spielen. Allerdings wurde bekannt, dass die Band den Auftritt absagen musste. Wie später bekannt wurde, wurde Sänger Geoff Rickly vor dem Konzert vergiftet und ausgeraubt. Die Vergiftung hatte zur Folge, dass Rickly ins Krankenhaus eingeliefert werden musste. Der Festivalauftritt wäre Teil einer kleinen Europatour gewesen, welche durch Deutschland, Frankreich und das Vereinigte Königreich führt.
Am 16. September 2022 erschien das zweite Studioalbum No Oblivion.

## Stil
Rickly sagte dem Guardian, dass er sich unter anderem von Cocteau Twins, The Jesus and Mary Chain, sowie vom Elektropop der 1980er Jahre beeinflussen ließ. Die Musiker wollen nicht als „Lostprophets mit neuem Sänger“ deklariert werden.

## Diskografie

### Alben
- 2015: Permanence (Collect Records, Rykodisc)
- 2022: No Oblivion (Velocity, Equal Vision)

### Singles
- 2014: Stay (Collect Records)
- 2014: Eyeshadow (Collect Records)
- 2014: 10.000 Summers (Collect Records)
- 2015: Death Rattle (Collect Records)
- 2015: Addition (Collect Records)
- 2015: Permanent Sunlight (Collect Records)
- 2022: Starlings (Velocity)
- 2022: Repeaters (Velocity)